# X. Károly Gusztáv svéd király

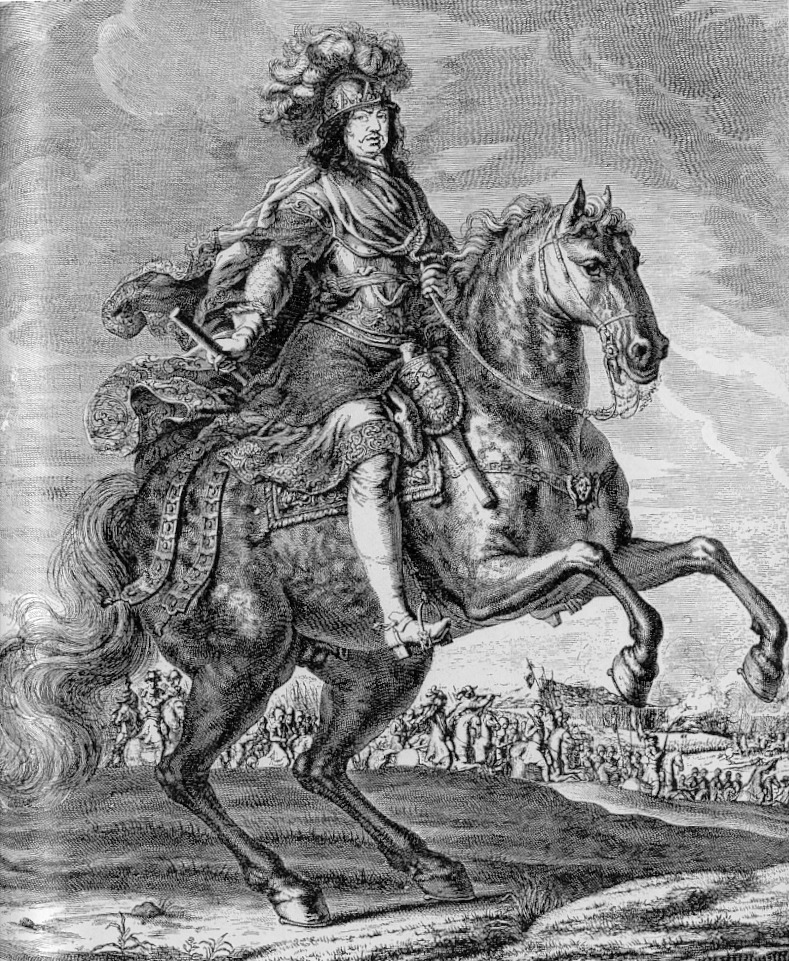
X. Károly Gusztáv svéd király

X. Károly Gusztáv (Nyköping, 1622. november 8. – Göteborg, 1660. február 13.) Svédország királya 1654 és 1660 között.

## Élete
X. Károly Gusztáv a Pfalz-Zweibrücken-Kleeburg-házból való János Kázmér rajnai palotagróf második gyermeke. Felesége Hedvig Eleonóra holstein-gottorpi hercegnő volt, akit 1654. október 24-ben vett feleségül, és akitől Károly nevű gyermeke született, a későbbi XI. Károly.
Károly a dán Sorö katonai akadémián tanult, és kiváló katona lett belőle, aki svéd tábornokként a harmincéves háborúban német földön harcolt. Sikerei elismeréseként 1647-ben a Németországban állomásozó svéd csapatok generalisszimuszává nevezték. Amikor Krisztina királynő kifejezte igényeit Károly férjül adására, a svéd birodalmi gyűlés elismerte Károlyt trónkövetőként. 1650-ben Krisztina királynő kijelentette, hogy soha nem megy férjhez, majd 1654. június 6-án lemondott a svéd trónról. Károlyt már az ezt követő napon királlyá kiáltották.
A harmincéves háború lezáródásával Károly megpróbálta helyrehozni az államkasszát. A második északi háborúban sikerült visszavernie a lengyel trónkövetelőt, és kihasználva Lengyelország háborúját Oroszországgal és a kozák felkelés okozta nehézséggel, támadást indított Brandenburggal szövetségben. A hadműveletek jelentősen gyengítették a lengyel-litván perszonáluniót. II. János Kázmér lengyel király is III. Zsigmond svéd király fia volt, Károly testvére. Károly nagy sikereket aratott, de végül a lengyelek helyzetbe hozták magukat és az oroszok azonnal háborút kezdtek a svédek ellen Livóniában, a dánok pedig Dél-Svédországban, majd beavatkozott a Krími Tatár Kánság is jelentős erőkkel, a kozákok beszüntették a harcokat, illetve Hollandia és Ausztria is kilátásba helyezte a háborút. A hatalmas formálódó koalícióval szemben Károly csak a lengyel hűbéres Poroszországot tudta átállásra bírni, a régi szövetséges Franciaország pedig nem mozdult. Végül 1657-ben elérte, hogy II. Rákóczi György és a két román fejedelem beavatkozzon a háborúba. Rákóczit a lengyel koronával áltatta, de Rákóczi amint bevonult Lengyelországba, a svéd király magára hagyta, mert a dánok előrenyomultak Stockholm felé.
Noha a svéd seregeket a lengyelek 1658-ban sikeresen visszaverték, X. Károlynak 1660. május 3-án mégis sikerült olyan feltételekkel megkötnie az olivai békeszerződést, hogy annak értelmében Svédország megtarthatta Livóniát, Riga városával együtt.
Szintén Károly politikai sikere volt, hogy meg tudta erősíteni a brandenburgi herceg felségjogait Poroszország felett. Az 1657-es háború során Dánia ellen Károlynak sikerült dán területeket elhódítania. Támadása a befagyott tavak jegén bátor hadműveletnek számított. A következő évben azonban megérkeztek az országba a lengyel, brandenburgi, sőt osztrák csapatok is.
Svédország X. Károly uralkodása alatt érte el legnagyobb területi kiterjedését. A béketárgyalások alatt érte a halál, vélhetőleg alkoholfogyasztásából eredően, melyhez hozzájárulhatott az is, hogy hírt kapott a Nyborgnál elszenvedett vereségről, melyet a svédek a lengyel és osztrák csapatoktól szenvedtek el, és amely felszabadította Dániát.
Károlynak házasságán kívül született fia volt Gusztáv (1649–1708), Börring grófja.

## Fordítás
- Ez a szócikk részben vagy egészben  a   Karl X. Gustav (Schweden) című német Wikipédia-szócikk ezen változatának fordításán alapul.  Az eredeti cikk szerkesztőit annak laptörténete sorolja fel. Ez a jelzés csupán a megfogalmazás eredetét és a szerzői jogokat jelzi, nem szolgál a cikkben szereplő információk forrásmegjelöléseként.

| Előző uralkodó: Krisztina | Svédország uralkodója 1654–1660 Wittelsbach | Következő uralkodó: XI. Károly |